# Хохлатая кариама
Хохлатая кариама, или красноногая кариама, или серие́ма (лат. Cariama cristata) — вид птиц семейства кариамовых, единственный представитель рода Cariama.

## Описание
Длина тела хохлатой кариамы с хвостом от 75 до 90 см, масса около 1,5 кг. Оперение головы, шеи и груди светло-серое, верх головы и зашеек буроватые, спинная сторона светло-бурая, маховые перья тёмно-бурые с продольными рядами поперечно-вытянутых белых пятен, брюхо белое. Крылья относительно короткие, широкие и округлые с 10 первостепенными маховыми перьями. Хвост удлинённый, тёмно-бурый с широкой белой каймой на вершине, рулевых перьев 12, крайние короче средних. Клюв и ноги красные, глаза жёлтые, кожа вокруг глаз голубая. У основания клюва имеется веерообразный хохол из торчащих вверх мягких и тонких перьев. Половой диморфизм не выражен.

## Ареал и места обитания
Обитает в Южной Америке: Восточной и Южной Бразилии (включая Южную Амазонию), Восточной Боливии, Парагвае, Северо-Восточной Аргентине и Уругвае. Населяет засушливые степи и редколесья: аргентинскую пампу и колючие кустарниковые заросли с лужайками и сухие редколесья каатинги Бразилии. Встречается также на пастбищах. Общая площадь ареала составляет около 6 млн км². В юго-западных частях ареала обитает совместно с черноногой кариамой.

## Образ жизни и питание
Наиболее активны днём, ведут наземный образ жизни. Оседлые птицы, держатся поодиночке или парами. Прекрасно бегают, могут развивать скорость до 25 км/час, от опасности предпочитают не улетать, а скрываться в зарослях. Летают неохотно и недолго. Ночуют на деревьях и кустах. Вокализация разнообразная, громкие крики издают преимущественно ночью. Питаются в основном насекомыми (особенно любят крупных муравьёв) и мелкими ящерицами и змеями, которых птица убивает мощным ударом лапы, как птица-секретарь, задействуя, возможно, при этом сильно изогнутый острый коготь внутреннего пальца. Крупную добычу кариамы могут разрывать крючковатым клювом. Нападают кариамы и на ядовитых змей, хотя иммунитета к их яду не имеют. Кроме того в их рацион входят грызуны, черви, семена, ягоды и фрукты.

## Размножение

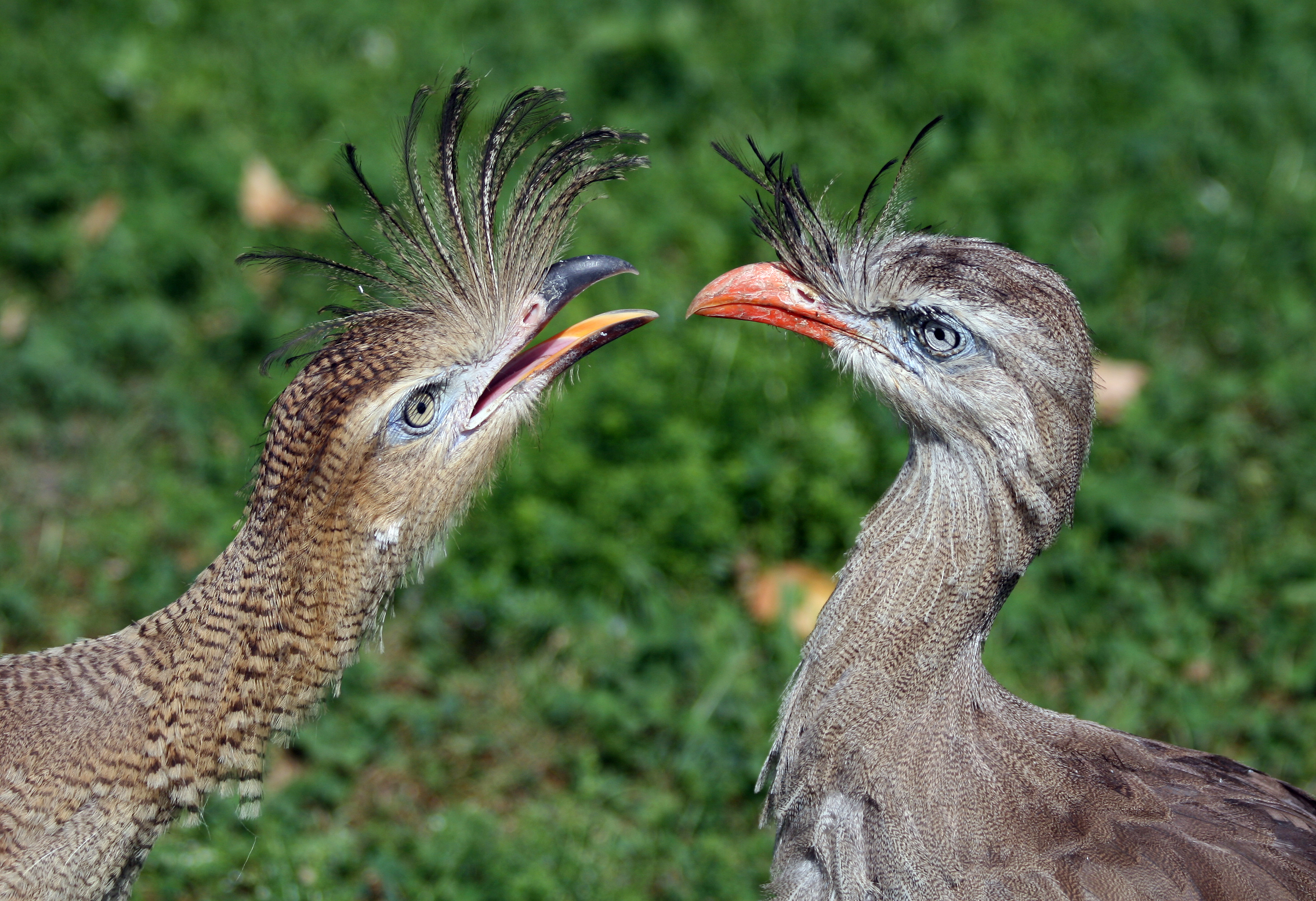

Моногамные птицы, большие гнёзда строят из веток на деревьях и кустах на высоте до 5 м над землёй, крайне редко на земле. В кладке 2—3 бледно-розовых с бурыми и лиловатыми пятнами яйца, которые со временем становятся белыми. Яйца развиваются 24—30 дней, насиживает в основном самка. Птенцы покрыты пухом кофейного цвета с тёмными пятнами, особенно длинным на голове. Спустя 2 недели они покидают гнездо и кочуют с родителями. Выкармливание птенцов взрослыми всего продолжается около месяца. Взрослое оперение молодые птицы приобретают в возрасте 4—5 месяцев.

## Изображения

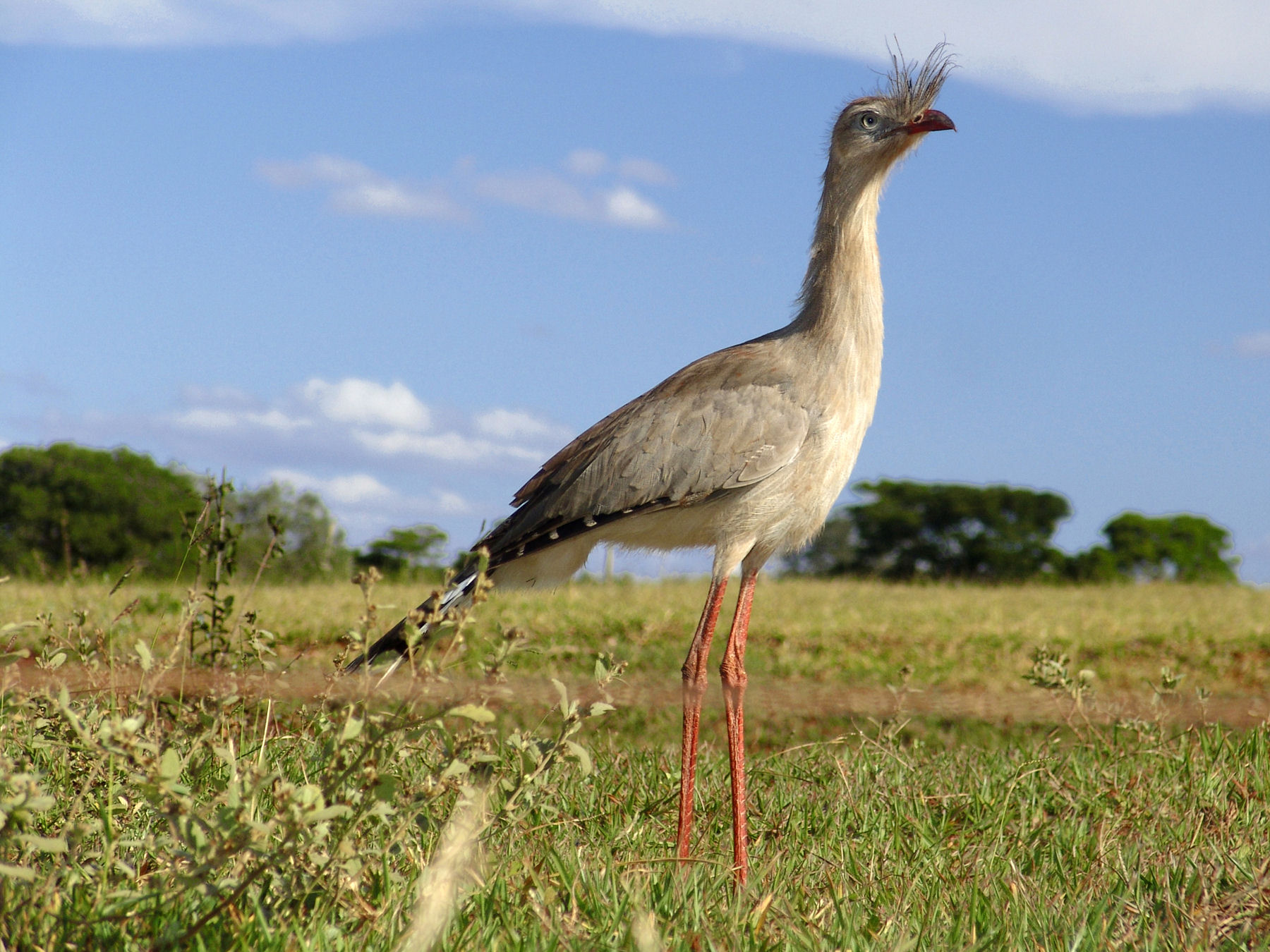
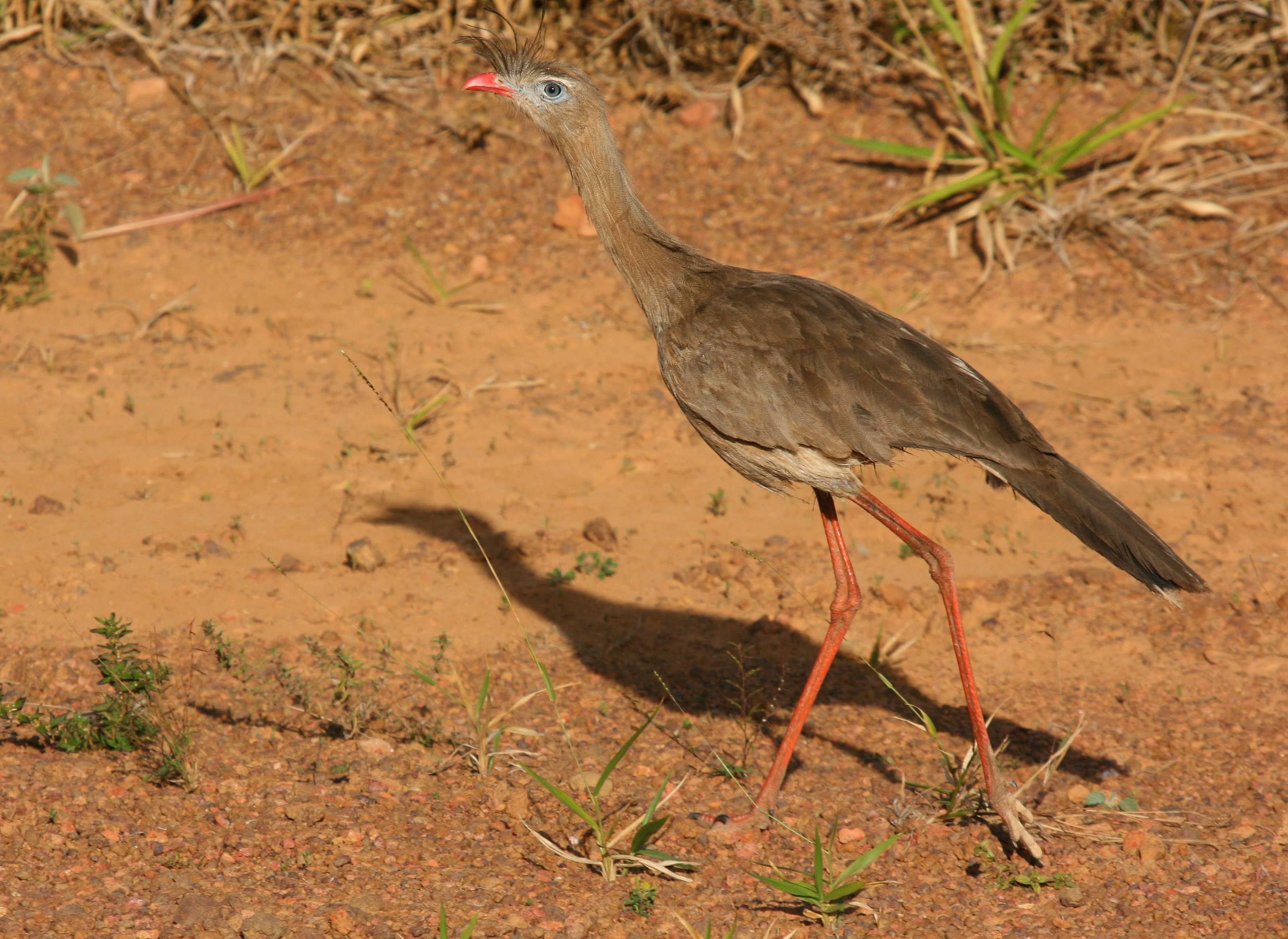
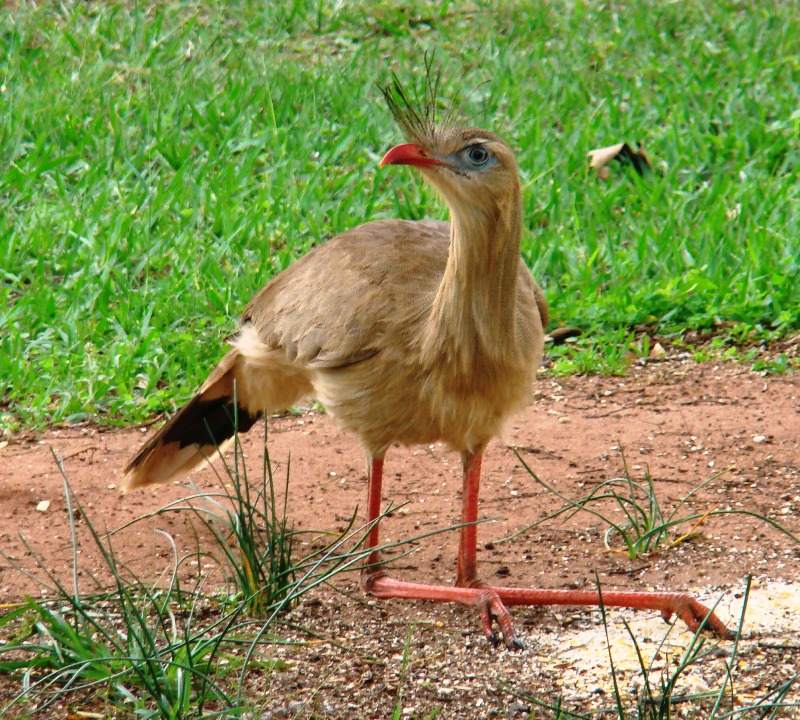
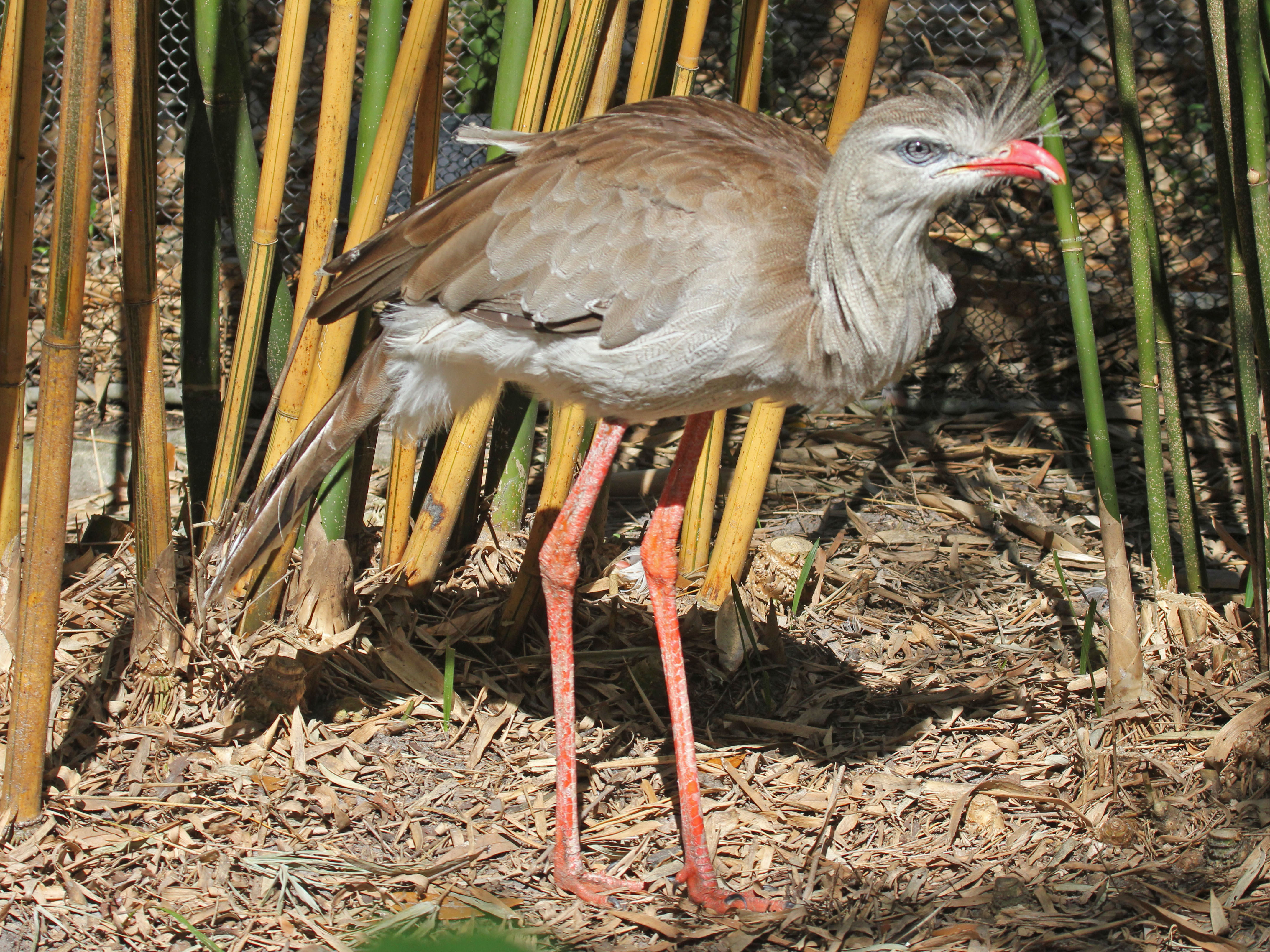
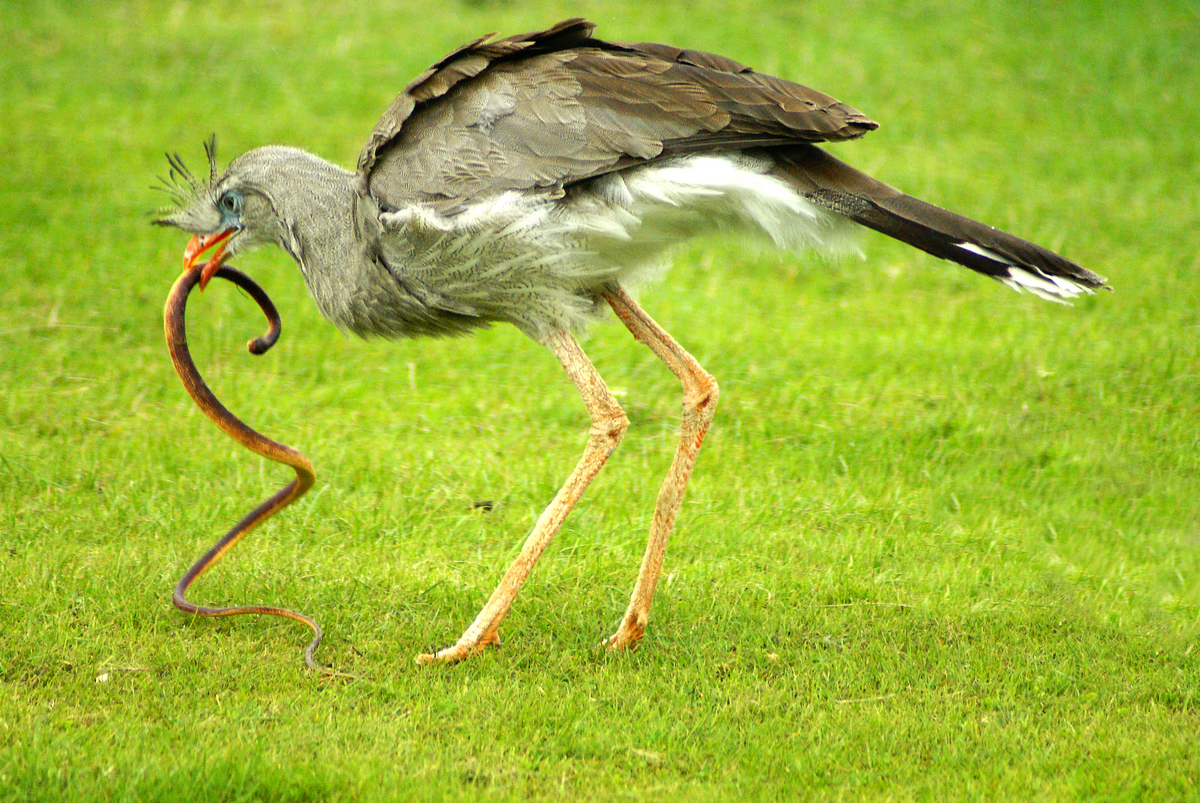
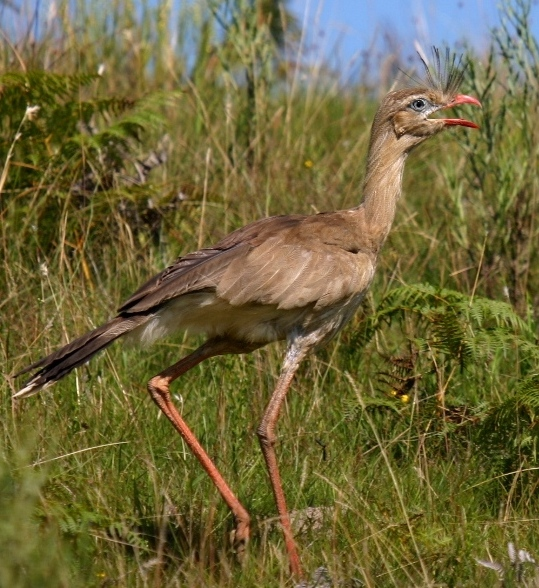
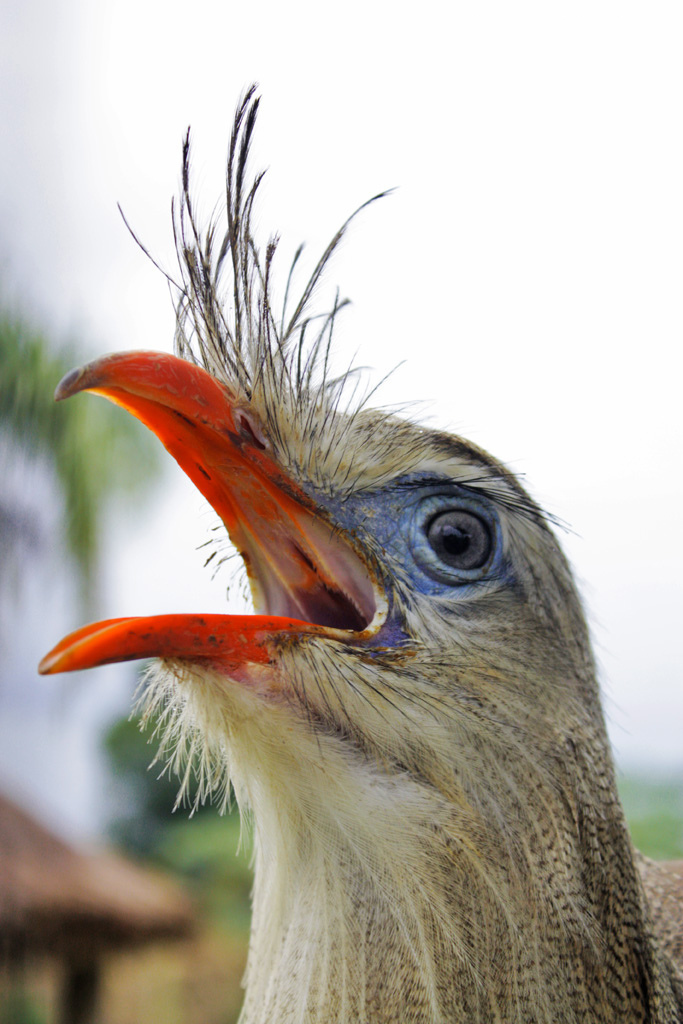
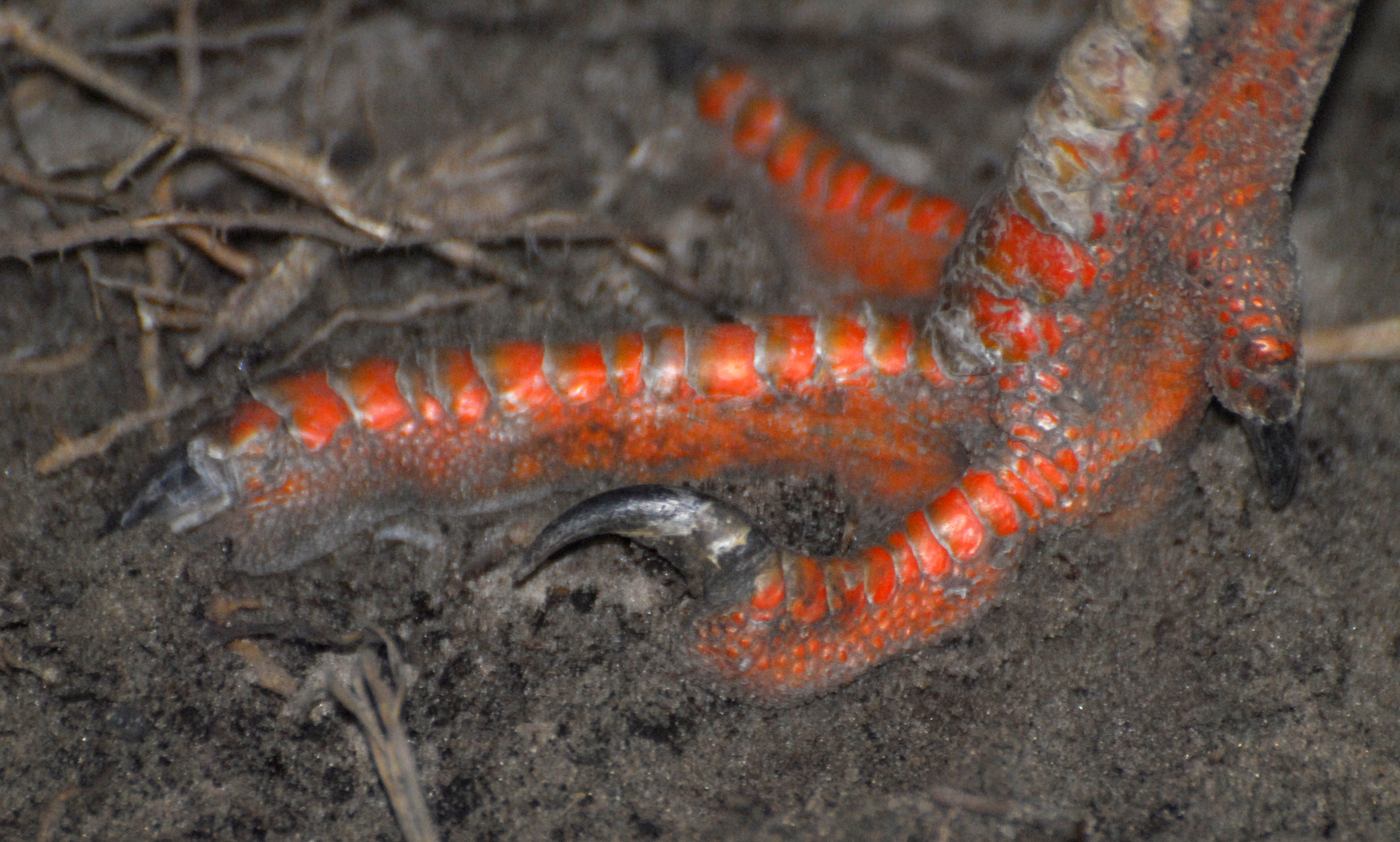
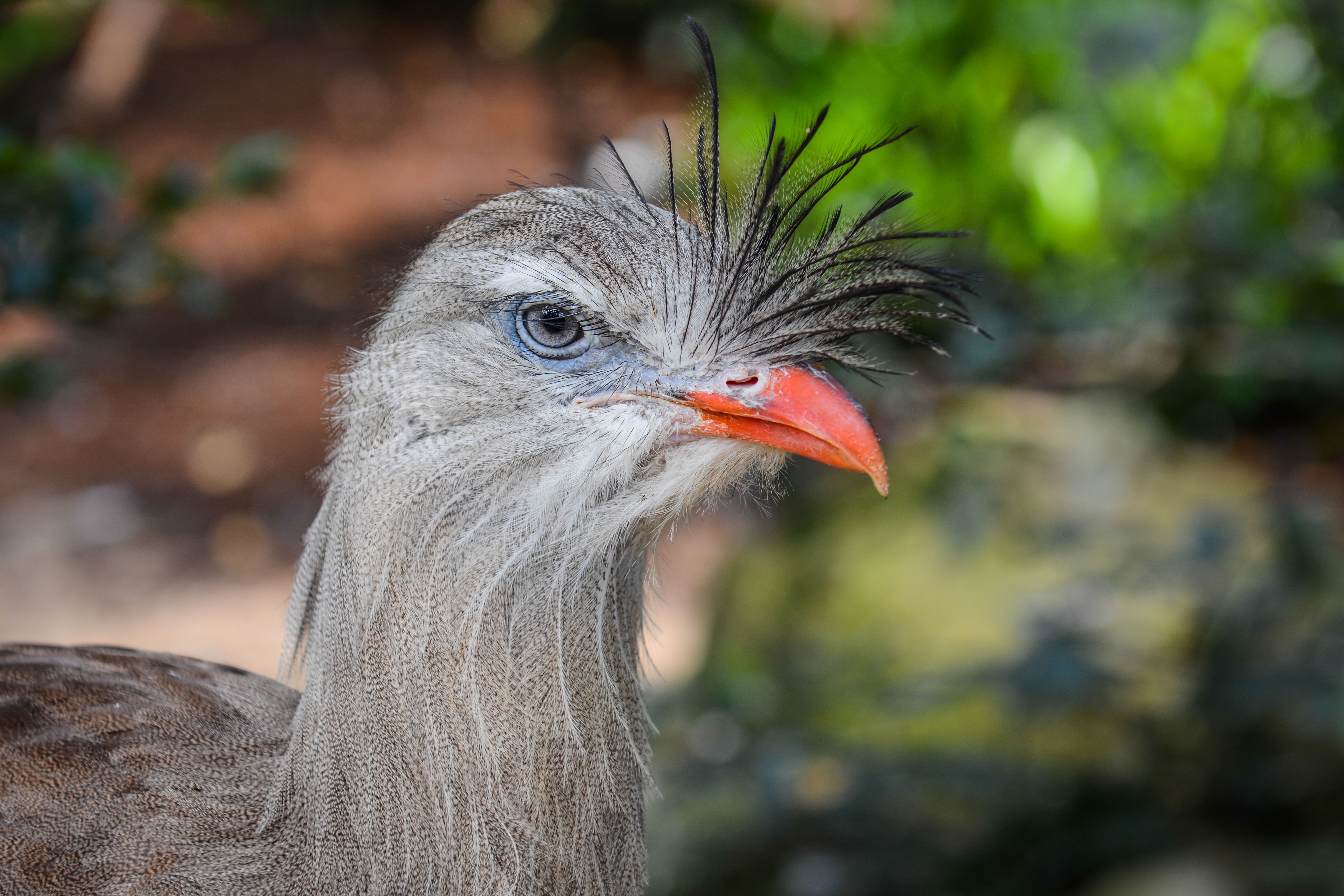
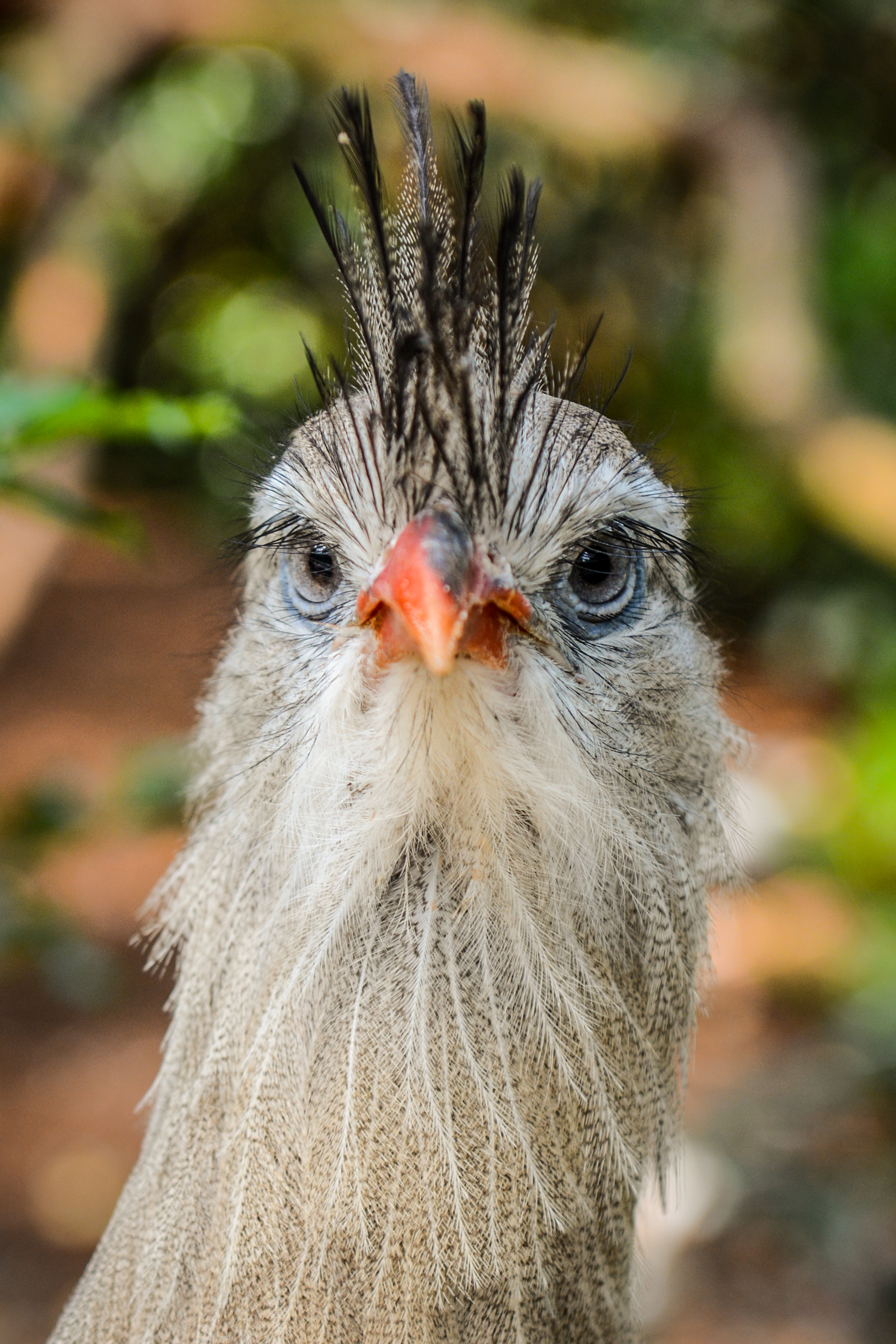